# Angraecopsis ischnopus
Angraecopsis ischnopus là một loài thực vật có hoa trong họ Lan. Loài này được (Schltr.) Schltr. mô tả khoa học đầu tiên năm 1914.